# 陳虹秀
陳虹秀（英語：CHEN HUNG SAU；1976年11月9日–），社工、「陣地社工」成員、前社工註冊局紀律委員會備選委員小組成員、前香港社會工作者總工會新聞及出版部主任。陳虹秀是恩主教書院校友. 
2019年8月31日因早前參與灣仔暴動而被捕，其後被控暴動罪。2020年10月在時任區域法院法官沈小民席前罪脫，特區政府律政司上訴得直，案件發還重審。當中3名被告承認暴動罪，而陳虹秀拒絕認罪。案件經審訊於2024年12月6日裁定案件表證成立，陳選擇不作供。2024年12月13日在區域法院完成結案陳詞，案件將於2025年3月11日作出裁決。

## 事件背景
陳虹秀於2019年8月31日因參與灣仔暴動而被捕。在此次事件中，警方在港島灣仔進行大規模拘捕，陳虹秀與其他七名被告一起被捕，年齡介乎18至42歲。她在被捕時被指控以「大聲公」叫示威者不跟從警方指示。其他被捕者中，龔梓舜因持有汽油彈和伸縮棍被加控。

## 司法程序
律政司在開審前修改控罪，將犯案地點擴展至整條軒尼詩道與盧押道一帶。控方指出，陳虹秀在事件中發出挑撥性言論，影響警方執法。2020年10月時任在區域法院法官沈小民裁定陳虹秀和另外3名被告罪名不成立，律政司不服上訴。特區政府律政司去年上訴得直，案件獲發還案發還區域法院由暫委法官鍾明新重審。而當中3名被告早前承認暴動罪，陳虹秀拒絕認罪。
案件經審訊於2024年12月6日裁定表證成立，辯方在庭上指陳選擇不作供，呈上5名品格證人信件。於2024年12月13日在區域法院完成結案陳詞，案件將於2025年3月11日作出裁決。2025年3月11日陳虹秀被判暴動罪罪名成立，需要還押。法官將案件押後至4月3日作求情，並將案件判刑定於4月9日。
案件於2025年4月9日判刑，法官指出涉案暴動歷時兩小時，集結人數不少於500人。暴動人士拆除修頓球場內觀眾看台，將看台及雜物築成路障並焚燒，需要消防員拖轆撲火。暴動人士亦使用鐳射筆、汽油彈與警方對峙，造成交通癱瘓、公物損壞導致公共開支的負擔等，故情節非常嚴重。陳虹秀利用咪和戶外擴音器，為示威者叫喊撐腰；另外3人被捕時可用於暴動場合的裝備，故4人的罪責不低，量刑起點定於5年。判處陳虹秀入獄3年9個月，另外3人被判入獄2年5個月。

## 政治活動
2019年12月，陳虹秀在「罷工造勢集會」上表達將到各國領事館「請願」，以促使其他國家對特區官員實施制裁。
2021年，陳虹秀為「香港言語治療師總工會」的煽動性繪本辯護，稱幼童的思考能力不易被煽動。該組織的成員因推出涉及煽動的兒童繪本而被捕。
2024年9月4日，社工註冊局提交的新名單中不再包括陳虹秀，因其涉暴動案。另外，社會工作者註冊局的註冊社工名單顯示陳虹秀的註冊期滿日期為2025年2月，牌照現時狀態為「續期申請審核中」。